# Wybory prezydenckie w Stanach Zjednoczonych w 1956 roku

Mapa wyborcza Stanów Zjednoczonych w 1956 roku. Liczba na mapie określa liczbę przedstawicieli stanu w Kolegium Elektorów

Wybory prezydenckie w Stanach Zjednoczonych w 1956 roku – czterdzieste trzecie wybory prezydenckie w historii Stanów Zjednoczonych. Na urząd prezydenta wybrano ponownie Dwighta Eisenhowera, a wiceprezydentem na drugą kadencję został Richard Nixon.

## Kampania wyborcza
Gdy pierwsza kadencja urzędującego prezydenta dobiegała końca, republikanie zastanawiali się, czy wystawić go w kolejnych wyborach, z uwagi na stan zdrowia. Eisenhower chciał ubiegać się o reelekcję i na konwencji Partii Republikańskiej, odbywającej się w sierpniu 1956 w San Francisco, otrzymał nominację poprzez aklamację w pierwszym głosowaniu. Kandydatem na wiceprezydenta został ponownie Richard Nixon. Głównym kontrkandydatem Eisenhowera został Adlai Stevenson, który ponownie uzyskał nominację Partii Demokratycznej. W kampanii wyborczej Stevenson postanowił nie eksponować swojej wiedzy i umiejętności oratorskich, by pozyskać głosy wyborców z klasy średniej. Olbrzymia popularność republikańskiego prezydenta, połączona z wybuchem kryzysu sueskiego i powstania na Węgrzech, przyczyniły się do zwycięstwa Eisenhowera.

## Kandydaci

### Partia Demokratyczna

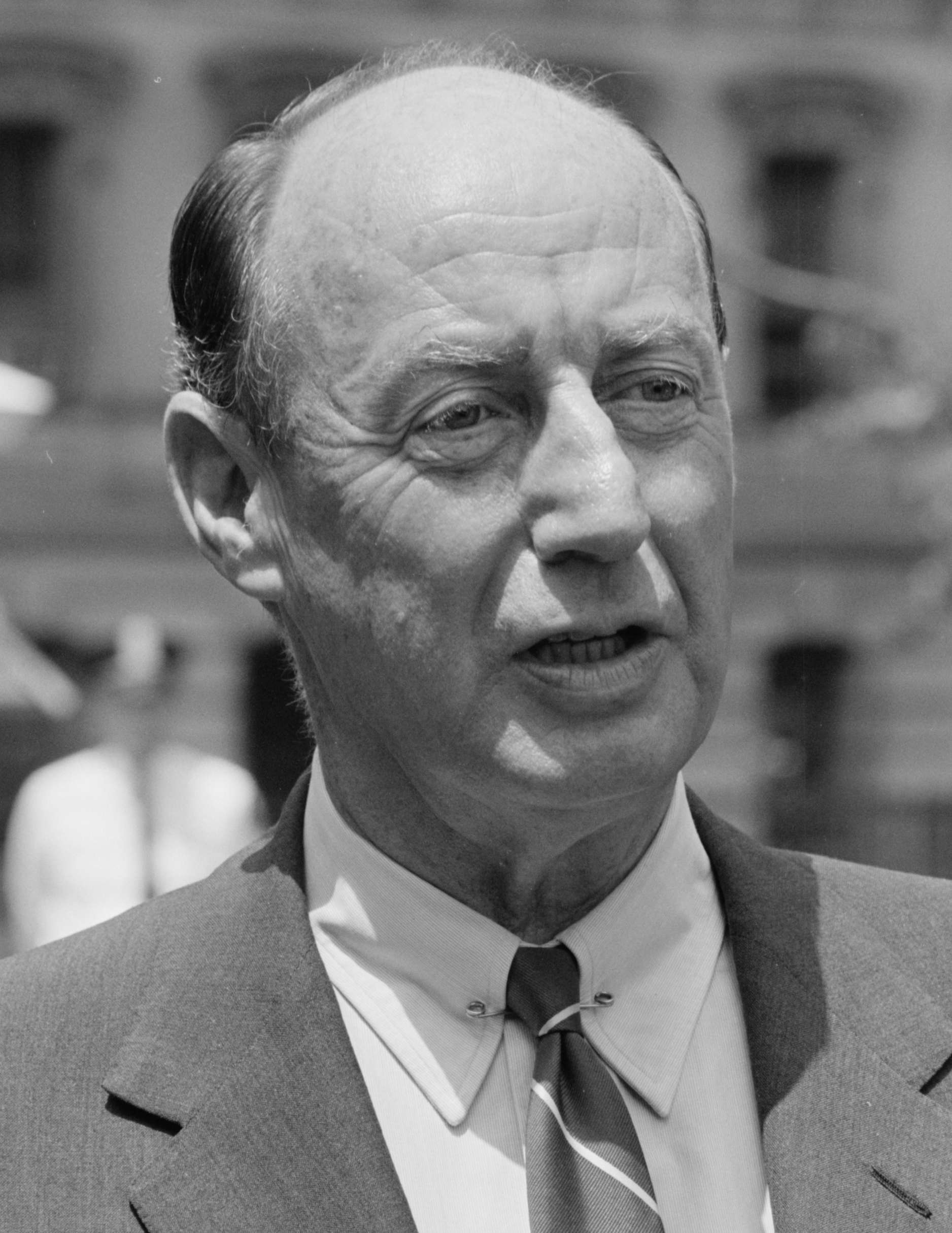
Adlai Stevenson
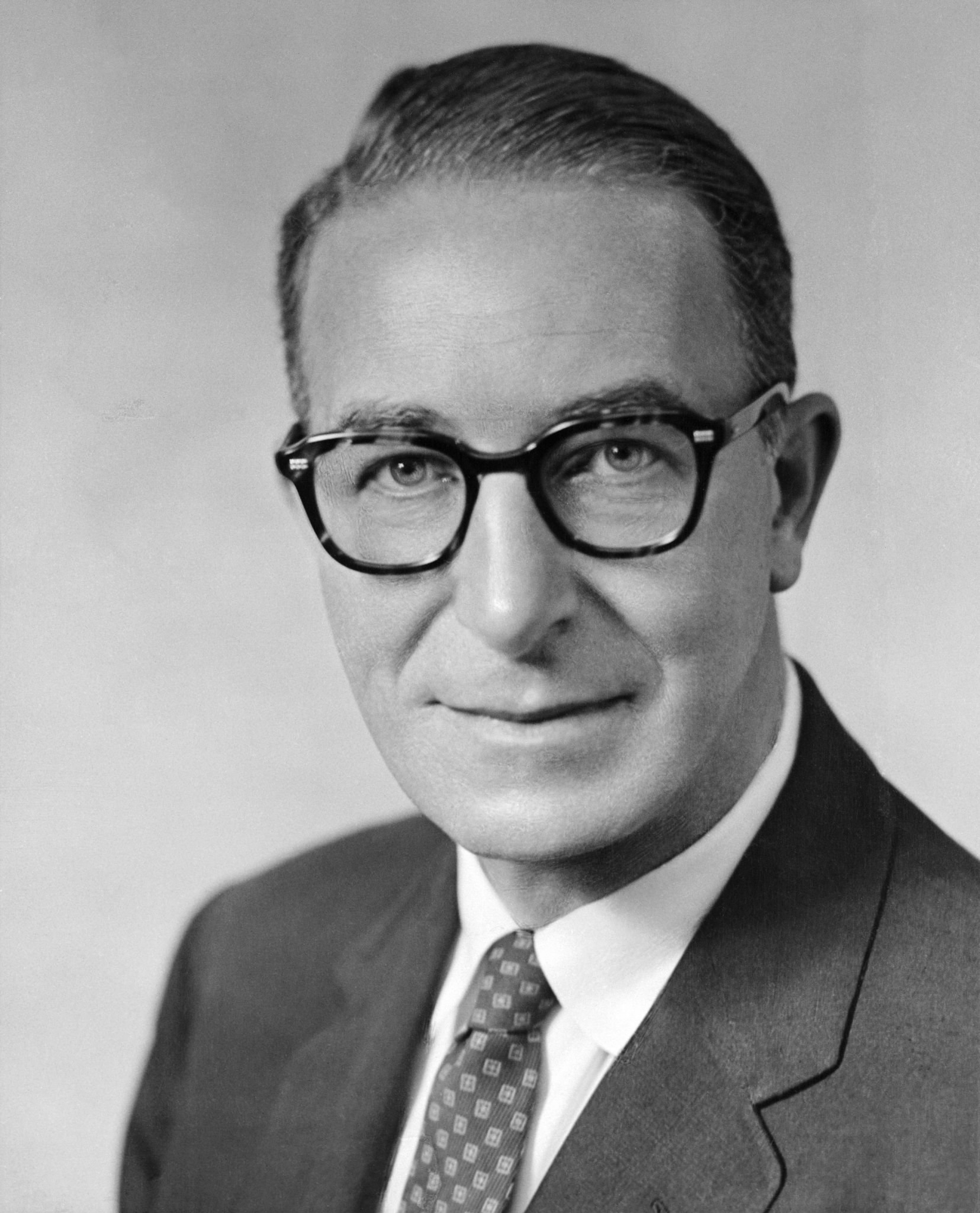
Estes Kefauver

### Partia Republikańska

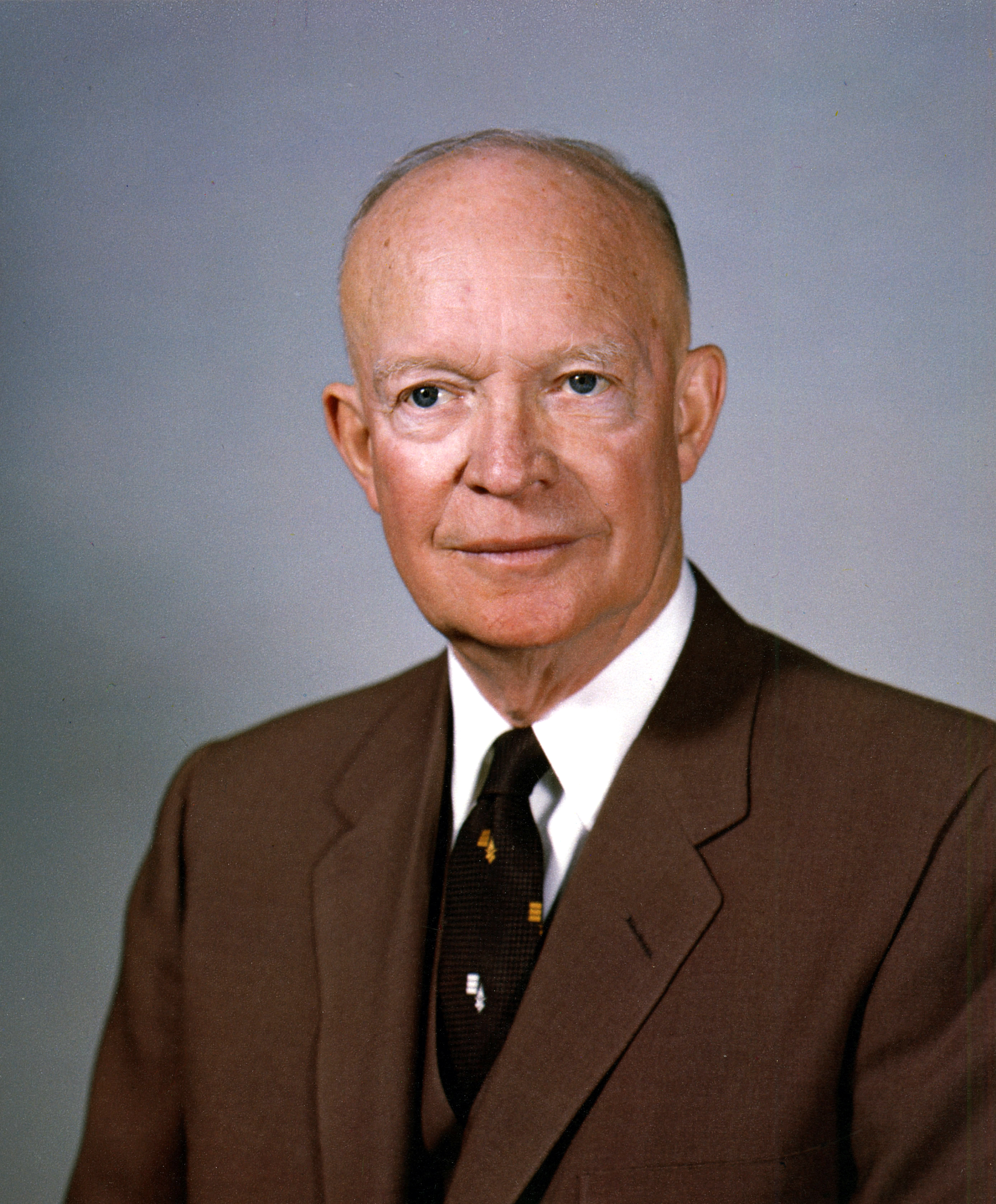
Dwight Eisenhower
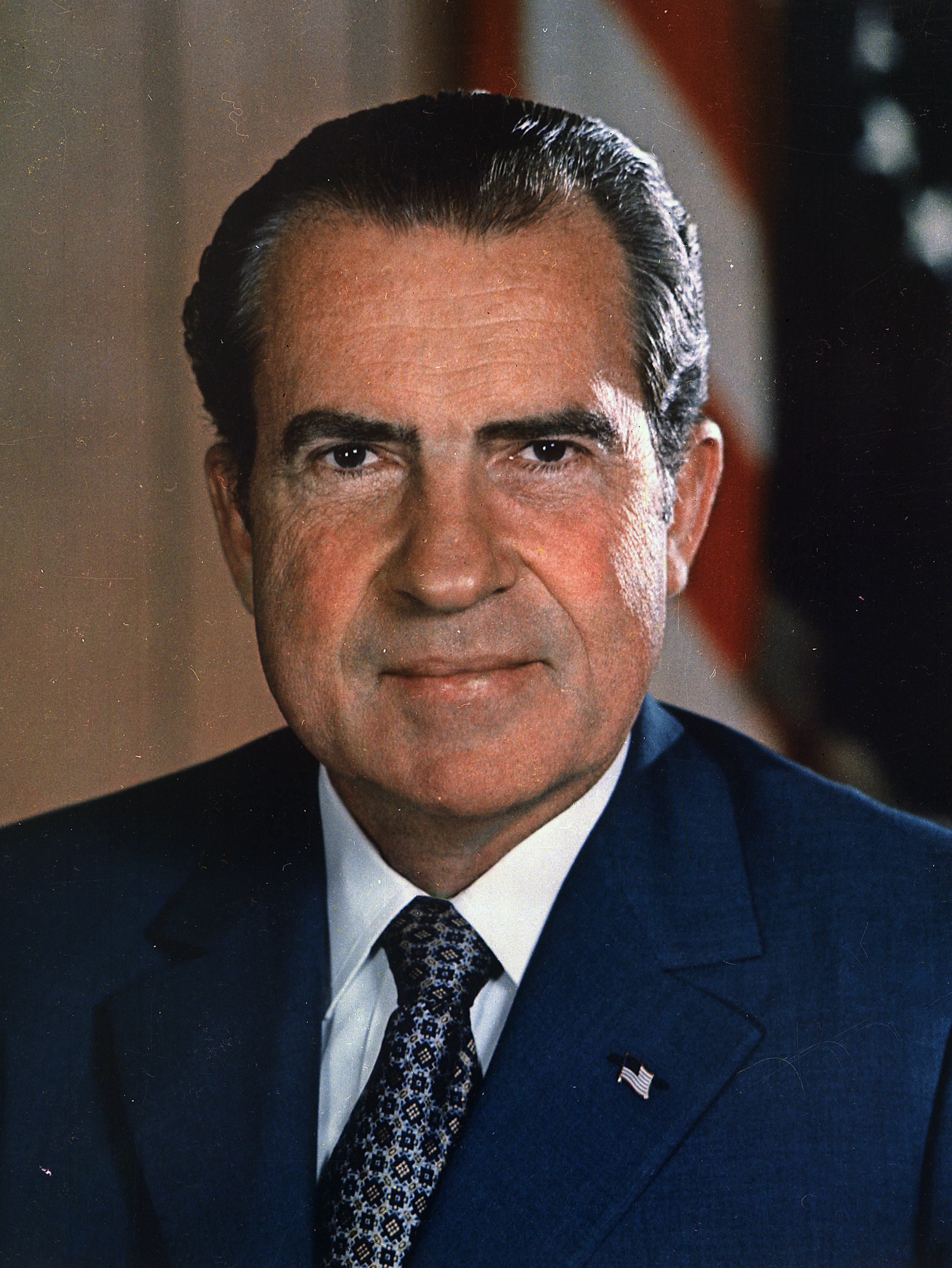
Richard Nixon

## Wyniki głosowania
Głosowanie powszechne odbyło się 6 listopada 1956. Eisenhower uzyskał 57,4% poparcia, wobec 42% dla Stevensona. Ponadto, około 410 000 głosów oddano na niezależnych elektorów, głosujących na innych kandydatów. Frekwencja wyniosła 59,3%. W głosowaniu Kolegium Elektorów Eisenhower uzyskał 457 głosów, przy wymaganej większości 266 głosów. Na Stevensona zagłosowało 73 elektorów. W głosowaniu wiceprezydenckim zwyciężył Nixon, uzyskując 457 głosów, wobec 73 dla Estesa Kefauvera. Wiarołomny elektor z Alabamy zagłosował na Waltera Jonesa w głosowaniu prezydenckim i na Hermana Talmadge’a w głosowaniu wiceprezydenckim.
| Kandydat na prezydenta | Partia               | Głosowanie powszechne | Głosowanie powszechne | Kolegium Elektorów |
| Kandydat na prezydenta | Partia               | Głosy                 | Procent               | Kolegium Elektorów |
| ---------------------- | -------------------- | --------------------- | --------------------- | ------------------ |
| Dwight Eisenhower      | Partia Republikańska | 35 590 472            | 57,4%                 | 457                |
| Adlai Stevenson        | Partia Demokratyczna | 26 022 752            | 42%                   | 73                 |
| Walter Jones           | Partia Demokratyczna | 0                     | 0%                    | 1                  |
| Łącznie                | Łącznie              | Łącznie               | Łącznie               | 531                |

| Kandydat na wiceprezydenta | Partia               | Kolegium Elektorów |
| -------------------------- | -------------------- | ------------------ |
| Richard Nixon              | Partia Republikańska | 457                |
| Estes Kefauver             | Partia Demokratyczna | 73                 |
| Herman Talmadge            | Partia Demokratyczna | 1                  |
| Łącznie                    | Łącznie              | 531                |